# Michael Vollstedt
Michael Vollstedt (* 24. März 1942 in Hamburg; † 29. Juni 2020 in München) war ein Generalmajor der Luftwaffe der Bundeswehr.
Vollstedt absolvierte als Major von 1973 bis 1975  den 18. Generalstabslehrgang (L) an der Führungsakademie der Bundeswehr (FüAkBw) in Hamburg, wo er 1975 als Lehrgangsbester mit dem General-Heusinger-Preis ausgezeichnet wurde. Danach wurde er als Oberstleutnant i. G. im Führungsstab der Luftwaffe (Fü L III) in Bonn verwendet. Nach weiteren Stationen wurde er als Oberst zunächst von 1987 bis 1989 als Kommandeur des Flugabwehrraketenregiments 3 eingesetzt. Anschließend erhielt er ein weiteres Truppenkommando und war bis 1990 Kommandeur des Flugabwehrraketenkommandos 1 in Heide. Von 1993 bis 1994 war er Stellvertretender Chef des Stabes Operation und Logistik im HQ Allied Forces Central Europe (AFCENT) in Brunssum. Es schloss sich bis 1997 ein weiteres Truppenkommando an, als Kommandeur der 2. Luftwaffendivision in Birkenfeld. Danach diente Vollstedt als Vice Chairman beim NATO Air Defence Committee in Brüssel. Zuletzt war er Commander Combined Air Operations Center 4 in Meßstetten.